# Dascyllus albisella
Dascyllus albisella is een straalvinnige vissensoort uit de familie van rifbaarzen of koraaljuffertjes (Pomacentridae). De wetenschappelijke naam van de soort is voor het eerst geldig gepubliceerd in 1862 door Gill.

## Beschrijving
De vis kan tot 12.5 cm worden en komt van donkergrijs tot zwart voor. Het centrale gedeelte van het lichaam is witachtig.

## Leefomgeving
Dascyllus albisella leeft bij koraalriffen, die meestal voorkomen in ondiepe, beschermde wateren.
De soort komt voor rond de Hawaïaanse eilanden en Johnston atol.

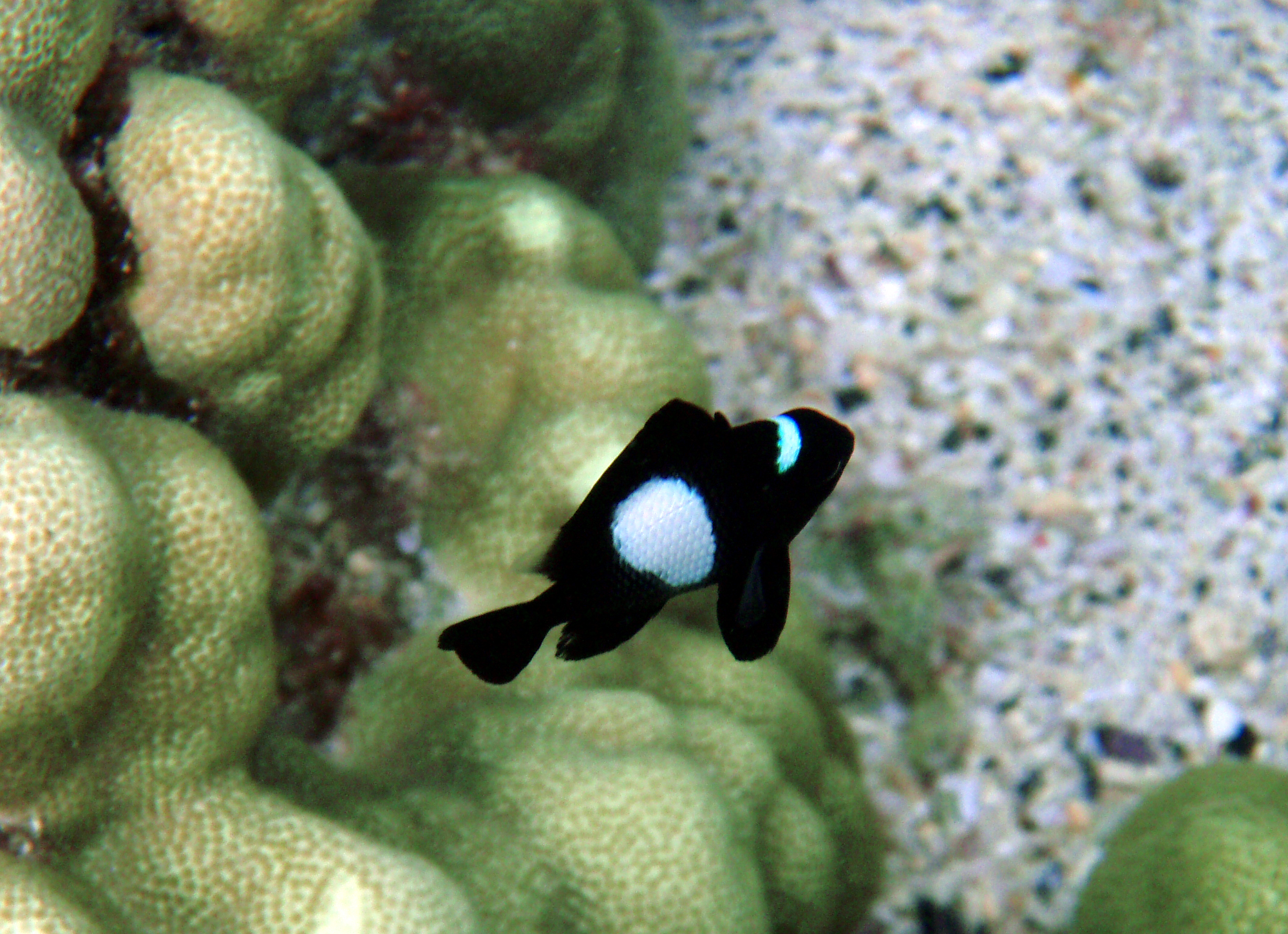
De Dascyllus albisella in Kona, Hawaii